# Waldemar Piątek
Waldemar Piątek (ur. 2 listopada 1979 w Dębicy) – polski piłkarz, grający na pozycji bramkarza.

## Kariera piłkarska
Wychowanek klubu Wisłoka Dębica, w roku 2001 przeszedł do KSZO Ostrowiec Świętokrzyski, w którym spędził 2 lata. Następnie zawodnik Lecha Poznań, z którym zdobył Puchar i Superpuchar Polski.
Dobre występy Piątka w Lechu zaowocowały powołaniem do reprezentacji Polski, w której ostatecznie nie zdołał zadebiutować - mecz ze Stanami Zjednoczonymi (11 lipca 2004 roku w Chicago) przesiedział na ławce rezerwowych, a 90 minut rozegrał zaczynający dopiero przygodę z reprezentacją Artur Boruc.
Dobrze zapowiadającą się karierę przerwała ciężka choroba - latem 2005 roku wykryto u niego wirusowe zapalenie wątroby typu C.

## Kariera trenerska
Po zakończeniu kariery piłkarskiej Piątek został trenerem bramkarzy. Do tej pory trenował m.in. bramkarzy Sandecji Nowy Sącz, Wisłoki Dębica, Czarnych 1910 Jasło, Kolejarza Stróże, Wisły Płock, Olimpii Elbląg, Stali Rzeszów i drugoligowej Siarki Tarnobrzeg.

## Sukcesy
Lech Poznań
- Puchar Polski (1): 2003/4
- Superpuchar Polski (1): 2004